# Férfi súlylökés az 1896. évi nyári olimpiai játékokon
A férfi súlylökés egyike volt a két dobószámnak az olimpián. A versenyt április 7-én rendezték. Mindkét görög versenyző nyert érmet. Jórgosz Papaszidérisz lett a bronzérmes, míg nagy csatában Miltiádisz Gúszkosz lett a második nem sokkal lemaradva az amerikai Robert Garrett mögött.

## Rekordok
A Nemzetközi Atlétikai Szövetség 1909 óta tartja nyilván a hivatalos világrekordot, és mivel ez volt az első olimpia, ezért olimpiai rekord sem létezett ez előtt. Ezáltal az ezen a versenyen az első dobó eredménye számít ebben a versenyszámban az első hivatalos olimpiai rekordnak, azonban jelenleg nem áll rendelkezésre olyan adat, ami szerint meg lehet állapítani, hogy milyen sorrendben dobtak a versenyzők.
Az alábbi táblázat tartalmazza a verseny során elért ismert olimpiai rekordokat:
| Dátum      | Esemény | Versenyző            | Eredmény | OR |
| ---------- | ------- | -------------------- | -------- | -- |
| április 7. | Döntő   | Robert Garrett (USA) | 11,22 m  | OR |

## Eredmények
| Helyezés | Versenyző                   | Eredmény   |
| -------- | --------------------------- | ---------- |
| Arany    | Robert Garrett (USA)        | 11,22 m    |
| Ezüst    | Miltiádisz Gúszkosz (GRE)   | 11,03 m    |
| Bronz    | Jórgosz Papaszidérisz (GRE) | 10,36 m    |
| 4.       | Viggo Jensen (DEN)          | nincs adat |
| 5-7.     | Ellery Clark (USA)          | nincs adat |
| 5-7.     | Fritz Hofmann (GER)         | nincs adat |
| 5-7.     | Carl Schuhmann (GER)        | nincs adat |

Az ötödik, hatodik és hetedik helyezettek pontos sorrendje nem ismert.